# Debilidade mental
Debilidade mental é, na psiquiatria, o grau leve da tríade oligofrênica - i.é., seu primeiro grau e os indivíduos portadores podem prover uma vida social relativa.

## Caracterização
Considerando-se a graduação da inteligência pelo Q.I. do indivíduo, será débil todo aquele que possuir um grau de QI entre 50 e 70, sendo fronteiriços aqueles com graus de 70 a 90. O  portador apresenta a capacidade de julgamento perturbada e não se adequa facilmente a novas situações.
A psicologia considera que sua idade mental corresponde ao de crianças com idade entre os 7 e 12 anos de vida. Sua identificação no indivíduo, entretanto, sobretudo por ser limítrofe da capacidade intelectual "normal" torna difícil a diagnose.

## Direito
A debilidade configura fator importante em vários dos ramos jurídicos. Para o Direito Penal, por exemplo, nos casos de estupro, pela legislação brasileira, a condição de débil da vítima implica a consideração de violenta toda conjunção carnal com ela praticada (é a chamada violência ficta ou presumida).